# Pestheilige

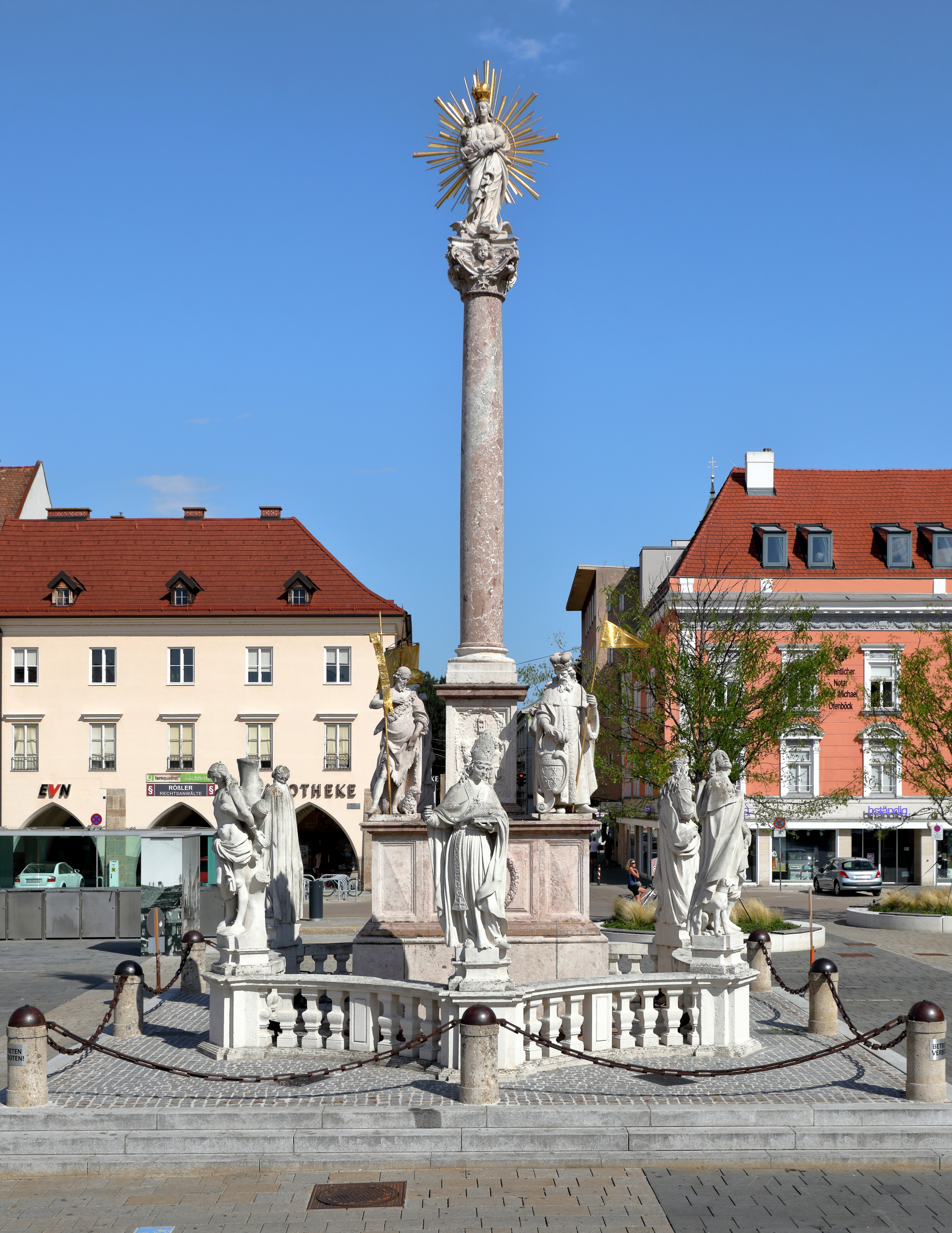
Mariensäule Wiener Neustadt, 1714 mit sechs Pestheiligen Sebastian, Franz Xaver, Karl Borromäus, Rosalia, Rochus und Benno umstellt.

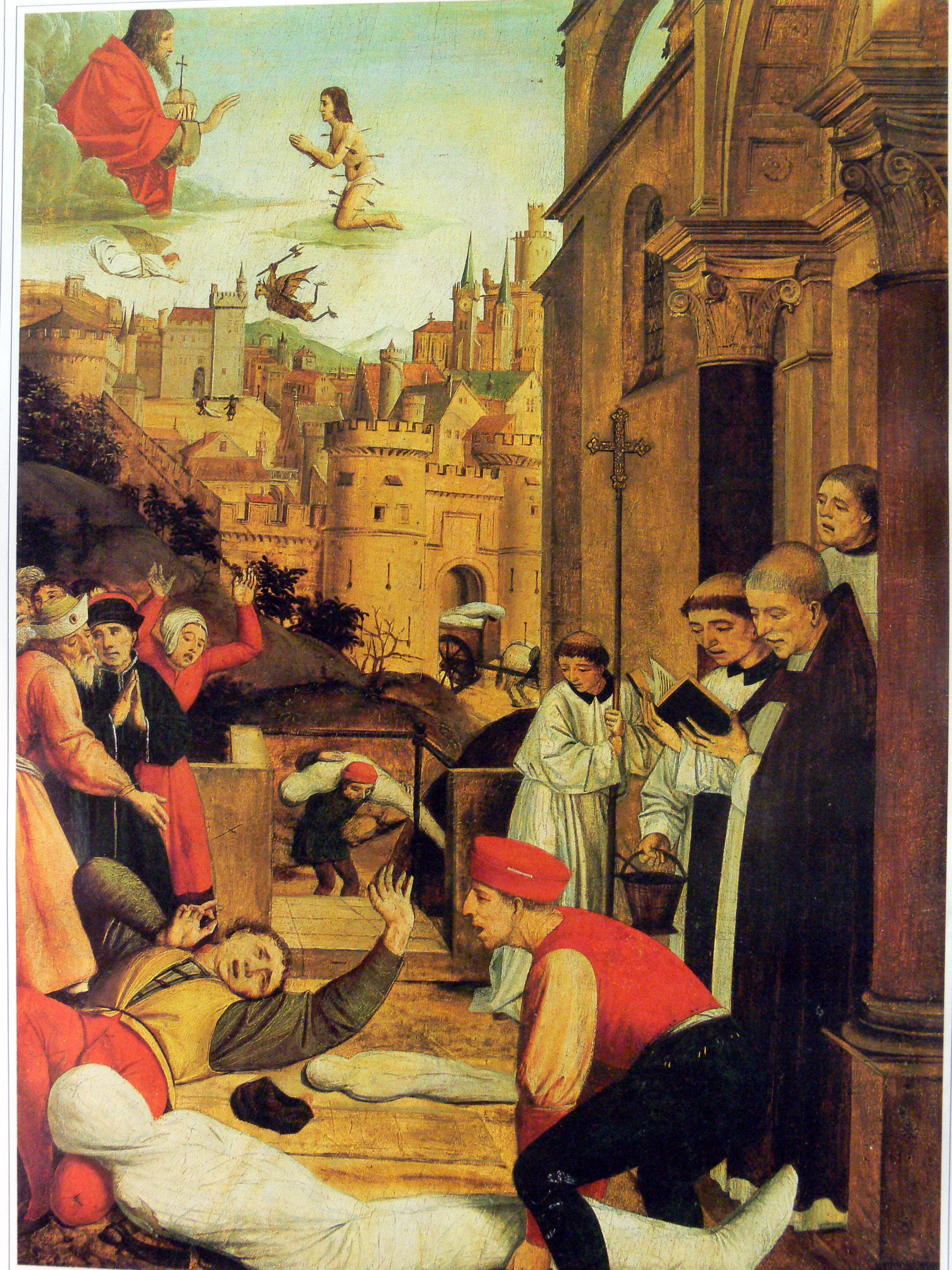
Josse Lieferinxe: St. Sebastian bittet für die Pestopfer, 1497–1499

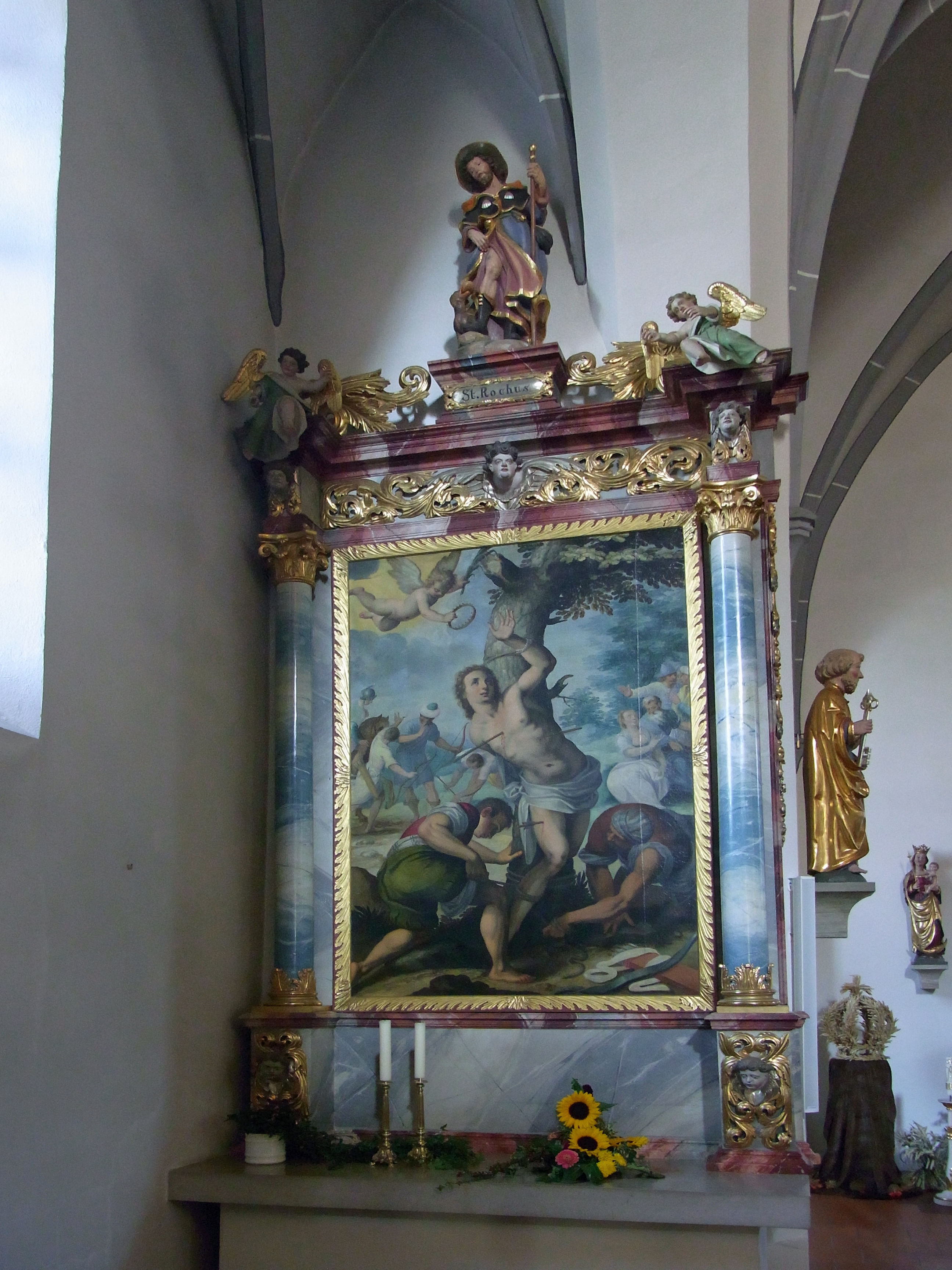
Oft werden Pestheilige in Kombination verehrt: Sehr häufig St. Sebastian und St. Rochus, hier in der Schlosskirche Sankt Peter und Paul in Neufra

Pestheilige waren in den Zeiten der Pest oder ähnlicher Epidemien um Bewahrung und Heilung angerufene Heilige. 
Die Pestheiligen lassen sich ikonografisch unterscheiden zum einen als fürbittende Helfer, Heiler oder Wundertäter, denen man die Errettung Einzelner, ganzer Gruppen oder Städte vor der Epidemie zuschrieb. Dazu zählen Heilige wie Rochus von Montpellier, Antonius von Padua, die Ärzteheiligen Cosmas und Damian, Rosalia (Heilige) oder Karl Borromäus.
Ein zweites Motiv stellt die Schutzmantelschaft dar, die man vor allem bei der Jungfrau Maria erflehte. Dabei suchte man symbolisch Schutz vor den Pestpfeilen, die häufig von einem Engel abgeschossen und als Strafe Gottes angesehen wurden. Einen Schutz gegen die Pestpfeile versprach man sich symbolisch in den Pfeilen, die auf Heilige abgeschossen wurden, ihnen aber nichts anhaben konnten, wie im Beispiel des angesehenen Pestheiligen St. Sebastian oder Ägidius. Darüber hinaus wurden Heilige zu Patronen barmherziger Bruderschaften wie der Sebastiansbruderschaften, die sich Pestkranker hinsichtlich Pflege, Bestattung oder der Veranstaltung von Wallfahrten widmeten.
Auch Heilige, die direkt von der Pest befallen waren und ihr zum Opfer fielen wie Aloisius von Gonzaga, wurden als Pestheilige verehrt.
Eine besondere Verehrung als Pestheiliger kam der Heiligen Dreifaltigkeit zu, wie es die überaus zahlreichen ihr gewidmeten Pestsäulen belegen.
Zu den Pestheiligen zählen:
- Ägidius
- Alexius von Edessa
- Aloisius von Gonzaga
- Anna, „Annawasser“
- Antonius von Padua
- Antonius der Große
- Benno von Meißen
- Blasius von Sebaste
- Christophorus
- Cosmas und Damian
- Dreifaltigkeit
- Franz von Paola
- Genoveva von Paris
- Georg
- Gregor der Große
- Jodok
- Johannes der Täufer
- Juvenalis von Benevent
- Karl Borromäus
- Koloman
- Maria, Mutter Jesu
- Oswald
- Pirminius
- Quirinus von Neuss, „Quirinuswasser“
- Rochus von Montpellier
- Rosalia
- Sebastian
- Spyridon
- Torpes